# 玛希娅·玛希
玛希娅·玛希（？年10月27日） 是孟加拉國一位電影女演員。她在該國電影界建立成功的事業，被媒體視為最受歡迎與最吸引人的孟加拉國女演員。她目前是該國電影界的「最高薪女演員」。 她於2012年在電影《Bhalobashar Rong》出道，該片票房極佳。